# Хаміда Бармакі
Гаміда Бармакі (4 січня 1970 — 28 січня 2011) — афганська викладачка права та правозахистником, професор. Вона та її родина (чоловік та чеверо дітей) загинули внаслідок нападу смертника в Кабулі, Афганістан.

## Викладацька діяльність
Гаміда Бармакі народилася в Кабулі 4 січня 1970. Після закінчення середньої школи Аріана в Кабулі (1977—1987), вивчала юриспруденцію на факультеті права і політичних наук Кабульського Університету. Її видатні наукові досягнення дозволили їй стати однією з перших жінок в Афганістані, що збудували кар'єру в сфері правосуддя. З 1990—1991 Хаміда була зарахована до аспірантури навчального курсу бюро Генерального прокурора, щоб удосконалити практичні навички із застосування права. Після цього вона повернулася до Кабульського університету працювати професором права (1992—2011).
Пані Бармакі виявляла особливу наукову зацікавленість до фундаментальних питань цивільного права. Гаміда Бармакі була однією з небагатьох афганських вчених, які вивчали в деталізовано як Ісламський закон так і романо-германські джерела права, що нині складають основу гібридних законів, які становлять базу правової системи Афганістану. Її роботи включають в себе безліч статей до наукових журналів і книг, написані мовою Дарі, в тому числі докторську дисертацію на тему «Тлумачення статутів» (Кабульський університет, 2002) та магістерську дисертацію англійською мовою (Університет Болоньї, Італія, неопублікована, 2004). Її остання робота, книга про Закон зобов'язання, знаходиться у процесі завершення її академічними друзями. Мета наукової роботи Хаміди Бармакі полягала в тому, щоб забезпечити повне розуміння складної афганської правової системи. Для цього вона використовувала не тільки класичні методи інтерпретації ісламського і світського права, а й оперувала порівняльно-правовим аналізом, як інструментом для пошуку рішень юридичних проблем, властивих й іншим правовим системам. Вона вивчала необхідну літературу, написану як мовою Дарі, так й англійською, арабською та ін. В університеті, пані Бармакі викликала захоплення та повагу серед своїх студентів та колег за її аналітичні навички, а також дружнє та терпляче ставлення до кожного, з ким вона знайомилась.
На додаток до отримання наукового ступеню на Факультеті права і політичних наук Кабульського університету, професор Бармакі отримала ступінь магістра в галузі розвитку, інновацій і змін (MiDIC) в Болонському університеті, Італія. У грудні 2010 року вона отримала стипендію для здобуття ступеня Доктора Права від Інституту Макса Планка з порівняльного і міжнародного приватного права (Гамбург, Німеччина), де вона почала працювати над своєю докторською дисертацією. На своєму рідному факультеті, Гаміда Бармакі боролася за створення програми для здобуття ступеня Магістра Права (LL.M.), яку вона вважала важливим інструментом для розвитку елітної групи юристів всередині країни.

## Політична діяльність
За межами її академічної кар'єри, Гаміда Бармакі була активно задіяна у сфері захисту прав людини. Ще будучи молодим кореспондентом Радіо та Телебачення Афганістану (1985—1987), вона вже виявляла особливий інтерес до сфери прав жінок. Під час громадянської війни, Хаміда написала есе під назвою «Роль жінок у соціальній реконструкції Афганістану» (Afghanistan-i-Fardah посібник, 1993). Вона поєднувала свою наукову діяльність з ненасильницькою, проте запеклою політичною боротьбою задля дотримання прав найбільш вразливих груп афганського суспільства. Після падіння режиму талібів, Гаміда Бармакі могла працювати відкрито і відразу ж була призначена на важливі та відповідальні посаді. Вона була членом Жіночого Ради Кабульського університету (2002—2011), представником в Надзвичайній Лойя-джирзі (2002) і Джирзі Миру (2009). Пані Бармакі заснувала свою власну організацію з прав людини «Хорасан юридична службова організація» (ХЮСО) в 2009 році. Діяльність організації, головним чином, була спрямована на підвищення рівня поінформованості громадян про свої права та надання безкоштовної юридичної допомоги жінкам та іншим незахищеним групам населення. У тому ж році, в якому ХЮСО була заснована, в Президентському палаці йшла мова про те, щоб призначити пані Бармакі на посаду міністра у справах жінок.
З березня 2008 року і до своєї смерті, Гаміда Бармакі працювала представником Інституту Макса Планка з порівняльного публічного та міжнародного права (МПІП), науково-дослідницької установи, заснованої в Гайдельберзі (Німеччина), який своєю активною експертною діяльністю підтримує судові інститути та університети права в Афганістані. Разом з афгано-німецькою командою дослідників, вона почала ініціювати і реалізувати проєкти, спрямовані на модернізацію судових інститутів країни, особливо Верховного суду Афганістану, тим самим сприяючи розвитку академічної культури юридичних наук на міжнародному рівні та покращенню існуючого законодавства.
Інші визначні посади, які займала пані Бармакі, включають координатор проєкту Міжнародного Інституту Pour Les Etude Comparatives (IIPEC), керівник відділу права і політичних наук в Національному центрі політичних досліджень Кабульського університету(2006—2008), юридичний радник Департаменту досліджень і оцінки Афганістану (AREU)(2006), директор Програми з підвищення розуміння про жіночі ісламські права програми Благодійної організації «A.S.I.A»(2004), керівник програми Ради жінок-юристів Афганістану (2003—2004), член комісії ЮНІФЕМ з питань рівності статей та права (2003—2004), заступник декана факультету права і політичних наук Кабульського Університету (2002).

## Уповноважений з Прав Дитини до АНКПЛ
У 2009 році Гаміда Бармакі була призначена Уповноваженим з прав дитини в Афганській незалежної комісії з прав людини (АНКПЛ), зберігаючи свої обов'язки на посаді в Інституті Макса Планка. Завдяки своїй новій посаді вона отримала визнання не тільки у своїй країні, але й на міжнародному рівні. Хаміду Бармакі глибоко турбувала вразливість дітей в понівеченому війною Афганістані. Вона відвідала багато провінцій для консультацій зі співробітниками АНКПЛ і проводила розслідування випадків порушення прав дітей і відкрито критикувала уряд. Серед досліджень, проведених пані Бармакі, було розслідування жорстокого поводження з дітьми, результати якого вказують на збільшення числа таких інцидентів. Відразу ж після публікації дослідження, Хаміда Бармакі стала ініціатором першого МПІП — АНКПЛ семінару з прав жінок і дітей. Тим часом, її боротьба проти вербування неповнолітніх до афганських сил безпеки і проти практики бача-базі (сексуальне рабство юнаків), набувала все більшої ефективності. Відповідна двостороння угода між представниками Афганської держави та Організацією Об'єднаних Націй мала бути підписана через два дні після вбивства пані Бармакі. Пані Бармакі була також занепокоєна питанням дитячих шлюбів. Разом з активістами громадянського суспільства, науковцями та юристами державних установ, вона розробила формальні шлюбні процедури та інші інструменти, спрямовані на підвищення захисту неповнолітніх дівчат.
Гаміда Бармакі також займала чітку позицію в дискусії про актуальність звичаєвого права в системі правосуддя Афганістану. З власного досвіду, стикаючись з численними випадками порушення прав людини, вона рішуче виступала за сучасну, судову систему західного стилю, яка не існувала в Афганістані до громадянської війни; та була рішуче проти формалізації традиційних інститутів і форм вирішення конфліктів, таких як пуштунська джирга, сумнозвісна за свою практику ігнорування прав людини, а права особливо жінок і дітей.

## Смерть та пам'ять
В п'ятницю, 28 січня 2011 року, Гаміда Бармакі, її чоловік доктор Масуд Яма (1968 р.н.), який працював у лікарні Хан Сардар Магомет Дауд, був також директором з моніторингу та оцінки заступника міністра фінансів з питань політики і старшим державним радником Секретаріату кластера, і їх четверо дітей, Нарван Дуніа (1995 р.н.), Віра Сахар (1997 р.н.), Маргана Ніла (2000 р.н.), та Ахмад Белал (2007 р.н.) були вбиті в результаті теракту в супермаркеті в Кабулі.
Щонайменше ще двоє інших осіб загинули в результаті інциденту та сімнадцять отримали поранення. Серед загиблих була молода жінка, суддя Наджія, дочка Сіддикула Сахеля, з ким пані Бармакі познайомилась під час тренінгу з судового процесу, організованого Інститутом Макса Планка для Верховного Суду. Як Ісламська партія Афганістану, так і Талібан взяли на себе відповідальність за вбивство. Тим не менш, людина, яка пізніше зізналась у своїй участі у скоєному, і була засуджена за участь у нападі, заявив, що він належав до мережі Хаккані. Напад був несподіваним, оскільки такі інциденти рідко трапляються під час вихідних у Афганістані. Причини нападу залишаються незрозумілими; це, можливо, було направлено проти співробітників приватного охоронного підприємства Academi (раніше називався Blackwater і Хе), проти французьких дипломатів або проти високопоставленого афганського політика. Експерти різко розкритикували той факт, що афганський уряд брав активну участь в «мирних переговорах» з тими ж організаціями, які взяли на себе відповідальність за цей акт наджорстокого насильства проти цивільних осіб.
У Хаміди Бармакі залишились батьки Рахімудін та Анісса, чотири сестри і чотири брати, та свекруха, відомий колишній сенатор і член Незалежної комісії з нагляду за виконанням Конституції, професора Махбоба Хукокмаль. Більше двох тисяч друзів та колег зібралось на кладовищі Шохада-е Салехін, коли ховали сім'ю Бармакі 29 січня 2011. Більше десяти тисяч висловили свої співчуття та повагу сім'ї Гаміди Бармакі в меморіальній церемонії, що відбулася в одній з найбільших мечетей Кабулу, Мечеті Ід-Гах. Міжнародні ЗМІ, такі як Нью-Йорк Таймс, Frankfurter Allgemeine Zeitung та La Repubblica повідомляли про цю подію.
АНКПЛ організувала вражаючу траурну церемонію 1 лютого 2011. Відразу ж після її смерті, Гаміду Бармакі почали згадувати як «шахідку» («мученицю»). Проте, використання цього терміну піддається все більшій критиці, адже ним зловживають терористичні організації, і це не відображає мирного та толерантного характеру Хаміди Бармакі.
Плани академічних друзів встановити меморіал в університетському містечку Кабульського університету та назвати сучасну юридичну бібліотеку Факультету права і політичних наук в честь пані Бармакі, були заблоковані університетськими чиновниками, незважаючи на те, що уряд Німеччини запропонував необхідне фінансування. Інститут Макса Планка надав її портрет, що вже був намальований для бібліотеки в АНКПЛ. Запит назвати місцевість поруч зі супермаркетом — місцем загибелі, на честь Хаміди Бармаі, стоїть на черзі для обговорення з президентом Афганістану.
Деякі з найближчих колег Хаміди Бармакі заснували Організацію Гаміди Бармаки з Верховенства Права (ХБОВП) в Кабулі. Ця неурядова та некомерційна організація, була названа на її честь, щоб вшанувати величезний вклад, який вона зробила в зміцнення верховенства права і прав людини в Афганістані. Крім того, Фундація Макса Планка з міжнародного миру та верховенства права заснувала академічну програму та надає стипендії «Гаміди Бармакі для аспірантури» для афганських юристів, зокрема викладачів юридичних наук. Організація Хаміди Бармакі та Фундація Макса Планка тісно співпрацюють.
Університет Лестер (Велика Британія) та Університет Грацу (Австрія) організували подію вшанування пам'яті професора Бармакі та її внеску в область верховенства права і прав людини.
Її сестра, поетеса Абеда Сахі написала поезію «Сад» в пам'ять про неї.

## Вибрані публікації
- 2008 — Закон про зобов'язання (навчальний посібник Кабульський Університет, 2008).
- 2007/2008 — Причини політичної нестабільності та можливості стабілізації в Афганістані (Національний центр політичних досліджень Кабульського Університету).
- 2006 — Права жінок в Ісламських та Афганських статутах (посібник, виданий в червні 2006 Благодійною організацією «А.S.I.A», Кабул).
- 2005 — Роль жінок в реформації Афганістану, інтеграція жінок на ринок праці, статус у вигнанні та розвиток ICT (магістерська робота, Болонський університет, Італія).
- 2007 — Політичні права жінок в Ісламі (стаття, опублікована в Журналі Хокук факультету права та політології).
- 2006 — Реба та підґрунтя для його попередження (стаття, опублікована в журналі Адалат Міністерства Юстиції).
- 2006 — Персональні контракти (стаття, опублікована в Журналі Хокук Факультету права та політології).
- 2004 — Насилля проти жінок (стаття, опублікована в Журналі про Права Людини).
- 2004 — Політичні ідіоматичні вирази конституції та Боннський договір (Національний центр політичних досліджень, Кабульський університет).
- 2004 — Полігамія (стаття, опублікована в Журналі про Права Людини).
- 2004 — Політичні права афганських жінок (стаття, опублікована в Журналі про Права Людини).
- 2003 — Мирні методи вирішення конфліктів (стаття, опублікована в журналі Міжнародного Комітету Червоного Хреста).
- 2002 — Інтерпретація статутів (наукова стаття, опублікована Кабульським університетом).
- 1993 — Роль жінок в соціальній реконструкції Афганістану (видано Афганістан-і-Фарда посібник).
- 1991 — Розслідування крадіжки в кримінальному процесі (наукова стаття, опублікована Кабульським університетом).